# Zdena Salivarová
Zdena Salivarová, provdaná Škvorecká, (* 21. října 1933 Praha) je česká zpěvačka, prozaička, překladatelka z francouzštiny, manželka Josefa Škvoreckého. Společně s manželem založila roku 1971 v kanadském Torontu exilové nakladatelství ’68 Publishers.

## Rodina a život
Zdena Salivarová je dcerou pražského knihkupce a nakladatele Jaroslava Salivara (1902-1969). Po únorovém převratu v roce 1948 se stal nepohodlný pro nový režim, a tak byl v roce 1949 zatčen. Po propuštění z vězení v roce 1950 emigroval do USA. Vězení se nevyhnul ani Zdenčin bratr Lumír Salivar (1931). V letech 1949-1959 jej věznili v jáchymovském pracovním táboře. Později spolupracoval s nakladatelstvím 68 Publishers a byl redaktorem kanadského časopisu K 231.   
Salivarová vystudovala dívčí reálné gymnázium Elišky Krásnohorské v Praze (odmaturovala v roce 1952), pak se stala členkou souboru Československého státního souboru písní a tanců, kde působila až do roku 1962. Jako zpěvačka a herečka působila v pražské Laterně Magice (1961–1962) a divadle Paravan. Krátce byla členkou ženské vokální skupiny Inkognito kvartet.
V letech 1965–1968 studovala dramaturgii na Filmové akademii múzických umění v Praze. Hned v roce 1969 opustila i se svým manželem Československo, když se během cesty do Spojených států amerických rozhodli zůstat natrvalo v exilu. 
Nakladatelství 68 Publishers
V roce 1971 Salivarová a Škvorecký založili exilové nakladatelství '68 Publishers, kde vydávali především české knihy, které nemohly vycházet v komunistickém Československu. Salivarová stála od začátku v čele nakladatelství, přičemž na starost měla většinu činností: zastupovala např. odbornou a technickou redakci, věnovala se rovněž grafické úpravě. Při své práci používala pseudonym Věra Držmíšková. S manželem se v tirážích knih podepisovali jmény svých literárních postav nebo využívali politicky známá jména, která různě upravovali, např. Vasila Bilaková, Josefa Urválková atd. V 68 Publishers vyšlo celkem 277 titulů, převážná část byla od exilových a samizdatových autorů. Svou činnost nakladatelství ukončilo v roce 1993. Kromě nakladatelství Škvorečtí spoluvydávali a redigovali kulturní přílohu časopisu Telegram s titulem Parabola (1971-1975). 
Kvůli svým exilovým aktivitám byli v roce 1978 Škvorečtí zbaveni československého občanství. Zdena Salivarová v Torontu žije dodnes, po listopadu 1989 mohla začít s manželem navštěvovat svou rodnou zemi, v posledních letech mj. trávili zimy na Floridě.
Roku 1990 byla společně s Josefem Škvoreckým poctěna Řádem Bílého lva III. třídy za zásluhy o českou literaturu ve světě. V roce 1992 jí byl udělen čestný doktorát University of Toronto.
Publikační činnost
První texty Salivarové byly otištěny v časopisech Host do domu (1960) a Plamen (1962). Od 70. let publikovala články, rozhovory a povídky v exilových časopisech, např. Západ, Proměny, Svědectví, Nový domov aj. Po roce 1989 začala opět publikovat v domácím prostředí. Její texty se objevily mj. v Lidových novinách, Literárních novinách či Respektu. 
Salivarová debutovala dílem Pánská jízda (1968). Jedná se o povídkový triptych, který polemizuje s Kunderovou povídkovou sbírkou Směšné lásky. Autorka se zaměřuje především na vztahy můžu a žen, přičemž pracuje s tragikomikou. Částečně autobiografické prvky můžeme najít v románu Honzlová (1972; 1990). Zde se Salivarová nevyhýbá kritice režimu. Hlavní hrdinka je tanečnicí pseudofolklorního souboru a i přes nátlak režimu se snaží zůstat věrná základním etickým principům. Podobné motivy nalezneme také v novele Nebe, peklo, ráj (1976). V epistolárním románu Hnůj země (1994) zpracovává tematiku emigrace.
Adaptace děl
První snahy o zfilmování děl Zdeny Salivarové se objevily již v roce 1970. Vladimír Drha tehdy pro film zpracoval povídku Návštěva. Film však nakonec nebyl realizován a scénář publikovala Salivarová v roce 1971 v periodiku Svědectví. První adaptace díla Salivarové se na obrazovkách objevily až po roce 1989. Zdeněk Potužil natočil v roce 1991 televizní film Nebe, peklo, ráj. Detektivní příběh Setkání v Praze, s vraždou zfilmovala v roce 2008 Jitka Němcová.

### StB
Zdena Salivarová byla Státní bezpečností registrována v prosinci 1958. Její registrace byla v roce 1992 zveřejněna v tzv. Cibulkových seznamech. U soudu dosáhla vymazání ze seznamu agentů, zveřejněného ministerstvem vnitra. Svou zkušenost popsala v antologii Osočení, vydané v roce 1993.

### Překlady
- Georges Simenon: Bratří Ricové, Čs. spisovatel, Praha 1965
- Léo Malet: Za Louvrem vycházelo slunce, Odeon, Praha 1967, v Třikrát Nestor Burma, tří povídky Léo Maleta
- Pierre Souvestre a Marcel Allain: Fiakr noci, Odeon, Praha 1971, v Třikrát Fantomas, tří povídky od P. Souvestra and M. Allaina

### Edice
- Osočení, antologie příspěvků lidí nespravedlivě osočených ze spolupráce s StB, '68 Publishers, Toronto 1993; 2. vydání Host, Brno 2000

## Filmografie

### Literární předloha
- Nebe, peklo, ráj, Česká televize, Praha 1992

### Herečka
- Koketka ve filmu O slavnosti a hostech, režie Jan Němec
- Nevěsta ve filmu Farářův konec, režie Evald Schorm

### Zpěvačka
- 2. soprán (Inkognito kvartetu) v televizním filmu Revue pro Banjo, Čs. televize, 1963, režie Zdeněk Podskalský

### Dokument
- Příběh knihkuchařky Z.S., TV dokument, NTV, Praha 1993

## Citáty
- „Rozhodně to je zásah do historického dokumentu. Myslím si, že jedinou cestou, jak by to šlo provést, je, že by se vytvořil zcela nový soubor, databázi, která by se i jinak nazvala. Byl by to soubor ověřených případů. Ale nelze ztotožňovat registry svazků s nějakým upravovaným seznamem. To by mělo být rozhodně odděleno.
...
Postižení zlehčují svoji spolupráci, která reálně byla. Oni ji prostě hodnotí jinak, než jak ji hodnotila StB. Uvedl bych příklad. Zdena Salivarová vydala knihu Osočení, kde je celá řada případů lidí, kteří tvrdí, že byli zařazeni do registru svazků neoprávněně. Některé případy jsem si prověřoval a zjistil jsem, že není pravda to, co oni v tomto svědectví o sobě vypovídají. Jejich paměť jim filtruje některé události.“
– historik Prokop Tomek, Úřad vyšetřování zločinů komunismu[7]